# LYPLAL1
LYPLAL1 (англ. Lysophospholipase like 1) – білок, який кодується однойменним геном, розташованим у людей на короткому плечі 1-ї хромосоми.  Довжина поліпептидного ланцюга білка становить 237 амінокислот, а молекулярна маса — 26 316.
| 10         |  | 20         |  | 30         |  | 40         |  | 50         |
| ---------- |  | ---------- |  | ---------- |  | ---------- |  | ---------- |
| MAAASGSVLQ |  | RCIVSPAGRH |  | SASLIFLHGS |  | GDSGQGLRMW |  | IKQVLNQDLT |
| FQHIKIIYPT |  | APPRSYTPMK |  | GGISNVWFDR |  | FKITNDCPEH |  | LESIDVMCQV |
| LTDLIDEEVK |  | SGIKKNRILI |  | GGFSMGGCMA |  | IHLAYRNHQD |  | VAGVFALSSF |
| LNKASAVYQA |  | LQKSNGVLPE |  | LFQCHGTADE |  | LVLHSWAEET |  | NSMLKSLGVT |
| TKFHSFPNVY |  | HELSKTELDI |  | LKLWILTKLP |  | GEMEKQK    |  |            |

A: Аланін

C: Цистеїн

D: Аспарагінова кислота

E: Глутамінова кислота

F: Фенілаланін

G: Гліцин

H: Гістидин

I: Ізолейцин

K: Лізин

L: Лейцин

M: Метіонін

N: Аспарагін

P: Пролін

Q: Глутамін

R: Аргінін

S: Серин

T: Треонін

V: Валін

W: Триптофан

Кодований геном білок за функцією належить до гідролаз. 
Задіяний у таких біологічних процесах як поліморфізм, ацетиляція, альтернативний сплайсинг. 
Локалізований у цитоплазмі.